# ذا ناشيونال
تأسست صحيفة ذا ناشيونال، (بالإنجليزية: The National)  أي الوطني بالعربية، في عام 2008، لتضع معايير جديدة للصحافة الإنجليزية في الشرق الأوسط. صدر العدد الأول منها في 17 أبريل 2008. والتزاماً منها بتقديم تقارير موثوقة لجمهورها في كل مكان ولمنحهم خيارات أكبر وتسهيل إمكانية وصولهم إلى الأخبار التي تهمهم، تُقدّم الصحيفة لقرّائها العديد من الإصدارات المخصصة لمناطق مختلفة. 
من خلال مكاتبها في لندن وواشنطن وبيروت والقاهرة وبغداد، وعبر مراسليها في مدن العالم الرّئيسية، حققت ذا ناشيونال شهرةً واسعةً بتقديم تغطية مفصلة ونافذة على امتداد المنطقة. كما حازت على العديد من الجوائز لتميزها من حيث التقارير والفيديوهات والبودكاست والصحف الإخبارية والتصميم، مما ساهم في تعزيز سمعتها بين صنّاع القرار في مختلف القطاعات السياسية والدبلوماسية والتجارية والثقافية وغيرها.
تستخدم ذا ناشيونال أحدث أدوات الوسائط المتعددة، وتشمل الموقع الإلكتروني والتطبيقات ووسائل التواصل الاجتماعي والصحف الإخبارية ومقاطع الفيديو والصوت، بينما تُصدر النسخة المطبوعة خمسة أيام في الأسبوع في دولة الإمارات العربية المتحدة. 
ذا ناشيونال هي إحدى العلامات التجارية التابعة للشركة العالمية للاستثمارات الإعلامية - IMI. وتعد مينا العريبي، رئيسة تحرير صحيفة ذا ناشيونال. 
الصحيفة هي أحد خمس صحف أخرى تصدر بالإمارات باللغة الإنجليزية. للصحيفة أيضاً نسخة على موقعها الإلكتروني.

## وصلات خارجية
الموقع الرسمي للصحيفة